# Saint André et Saint François
Saint André et Saint François est un tableau (167 × 113 cm) réalisé par  Le Greco vers 1595 à Tolède et conservé au musée du Prado de Madrid, où il est entré en 1942.

## Description et style
Il s'agit du couple de saints le plus connu des tableaux du Greco. La figure de saint André apôtre avec la croix de son martyre et celle de saint François en habit franciscain et les mains stigmatisées, se détachent sur un ciel nuageux et sont au premier plan dans un espace réduit. On aperçoit au fond la ville de Tolède.
Les deux saints sont peints avec maniérisme, sveltes et allongés, tandis que les tissus semblent protéger leurs corps plats et presque décharnés. Les couleurs sont intenses et vives. La composition des mains est mise en évidence dans un style très personnel.